# Période égéenne
Subdivisions
Culture des Cyclades / Civilisation minoenne / Helladique

La période égéenne est un terme général visant à englober les cultures qui émergent en Grèce et dans la mer Égée au cours de l'Âge du bronze ancien. Ce terme couvre trois régions géographiques de cultures distinctes : la Crète, les Cyclades et la Grèce continentale.

## Histoire
La civilisation minoenne apparaît en Crète au début de l'Âge du bronze, tandis que les Cyclades et la Grèce continentale ont alors des cultures distinctes. Les Cyclades convergent avec le continent au cours de l'Helladique (« Minyens »).
Vers 1400 av J-C , les Mycéniens envahissent et détruisent la civilisation minoenne, et leur culture s'étend alors à la Crète et à une grande partie de l'aire hellénique de l'époque.

## Céramique
Les poteries des Philistins des XIIe et XIe siècle av. J.-C. sont de style égéen : forme (petite bouche et base plate) et motifs (Musée de la culture philistine, Ashdod). 